# ژنراتور اوزون

## ژنراتور ازون
ژنراتور ازون (به انگلیسی: Ozone Generator) دستگاهی است که برای تولید گاز ازون (O₃)، یک آلوتروپ سه‌اتمی اکسیژن، طراحی شده است. این دستگاه به دلیل خواص اکسیدکنندگی قوی ازون، در کاربردهای مختلفی از جمله ضدعفونی، گندزدایی، تصفیه آب و هوا، و حذف بوهای نامطبوع به کار می‌رود. ازون توانایی بالایی در از بین بردن باکتری‌ها، ویروس‌ها، قارچ‌ها و سایر میکروارگانیسم‌ها دارد و به همین دلیل در صنایع گوناگون، از جمله تصفیه آب استخرها، جایگاه ویژه‌ای یافته است. در این مقاله به بررسی تاریخچه، عملکرد، کاربردها، مزایا و معایب ژنراتورهای ازون پرداخته می‌شود.

### تاریخچه
گاز ازون برای اولین بار در سال ۱۸۴۰ توسط شیمیدان آلمانی، کریستین فردریش شونباین، کشف شد. او این گاز را به دلیل بوی تند و خاصش، از واژه یونانی "ozein" به معنای "بو کردن" نام‌گذاری کرد. ازون به طور طبیعی در لایه استراتوسفر جو زمین وجود دارد و نقش مهمی در جذب اشعه ماوراء بنفش ایفا می‌کند. با این حال، تولید مصنوعی ازون در سطح زمین با استفاده از ژنراتورهای ازون، از اواخر قرن نوزدهم آغاز شد و امروزه کاربردهای گسترده‌ای دارد.

### نحوه عملکرد
ژنراتورهای ازون از دو روش اصلی برای تولید ازون استفاده می‌کنند: تخلیه الکتریکی (Corona Discharge) و تابش فرابنفش (UV Radiation). در روش تخلیه الکتریکی، که پرکاربردتر است، مولکول‌های اکسیژن (O₂) از هوا یا یک منبع خالص اکسیژن از طریق یک میدان الکتریکی قوی عبور داده می‌شوند. این فرآیند باعث شکسته شدن پیوندهای مولکولی اکسیژن و تشکیل ازون (O₃) می‌شود.
روش دیگر، یعنی تابش فرابنفش، از نور UV برای تبدیل اکسیژن به ازون استفاده می‌کند، اما این روش بیشتر در مقیاس‌های کوچک‌تر کاربرد دارد. بر اساس اطلاعات موجود در وب‌سایت دموکریس، ژنراتورهای ازون این شرکت از تکنولوژی تخلیه الکتریکی بهره می‌برند و برای کاربردهای صنعتی مانند تصفیه آب استخرها طراحی شده‌اند.

### کاربردها
ژنراتورهای ازون در حوزه‌های متنوعی مورد استفاده قرار می‌گیرند که برخی از مهم‌ترین آن‌ها عبارتند از:

#### تصفیه آب
ازون به دلیل خاصیت ضدعفونی‌کننده قوی، در تصفیه آب آشامیدنی، استخرها و سیستم‌های فاضلاب به کار می‌رود. شرکت دموکریس تأکید دارد که ژنراتورهای ازون آن‌ها قادر به حذف کامل باکتری‌ها و آلاینده‌ها از آب استخرها هستند و کیفیت آب را به طور قابل توجهی بهبود می‌بخشند.

#### تصفیه هوا
این دستگاه‌ها برای حذف بوهای نامطبوع، دود و آلاینده‌های موجود در هوا استفاده می‌شوند. ازون با اکسید کردن مولکول‌های آلی، این آلودگی‌ها را خنثی می‌کند و به بهبود کیفیت هوا کمک می‌کند.

#### صنایع غذایی
در نگهداری مواد غذایی، ازون برای افزایش عمر مفید محصولات و از بین بردن میکروب‌ها به کار می‌رود. این کاربرد به‌ویژه در انبارهای مواد غذایی و سردخانه‌ها رایج است.

#### پزشکی و بهداشت
در برخی موارد، ازون برای استریل کردن تجهیزات پزشکی یا در روش‌های درمانی خاص استفاده می‌شود، اگرچه این کاربردها هنوز در مرحله تحقیق و توسعه قرار دارند.

### مزایا
استفاده از ژنراتورهای ازون در مقایسه با روش‌های سنتی مانند کلرزنی، مزایای متعددی دارد:
قدرت ضدعفونی بالا: ازون بیش از ۵۰٪ قوی‌تر از کلر در از بین بردن میکروارگانیسم‌ها عمل می‌کند.
عدم تولید پسماند مضر: برخلاف کلر که می‌تواند ترکیبات شیمیایی مضری مانند کلرامین تولید کند، ازون پس از تجزیه به اکسیژن تبدیل می‌شود و اثرات زیست‌محیطی کمتری دارد.
سرعت عمل: ازون به سرعت با آلاینده‌ها واکنش نشان می‌دهد و نیازی به زمان طولانی برای اثرگذاری ندارد.
کاهش هزینه‌ها: دموکریس تأکید می‌کند که استفاده از ژنراتورهای ازون می‌تواند وابستگی به مواد شیمیایی گران‌قیمت را کاهش دهد.

### معایب و محدودیت‌ها
با وجود مزایا، ژنراتورهای ازون محدودیت‌هایی نیز دارند:
خطرات سلامتی: ازون در غلظت‌های بالا می‌تواند برای سیستم تنفسی انسان مضر باشد. به همین دلیل، استفاده از این دستگاه‌ها باید در فضاهای بدون حضور انسان انجام شود.
عدم پایداری: ازون به سرعت به اکسیژن تجزیه می‌شود و نمی‌توان آن را ذخیره کرد، بنابراین باید در محل و زمان استفاده تولید شود.
هزینه اولیه: خرید و نصب ژنراتورهای ازون ممکن است در ابتدا پرهزینه باشد، هرچند در درازمدت مقرون‌به‌صرفه است.

### ژنراتور ازون دموکریس
وب‌سایت دموکریس به ژنراتورهای ازون صنعتی اشاره دارد که به طور خاص برای تصفیه آب استخرها طراحی شده‌اند. این دستگاه‌ها از تکنولوژی تخلیه الکتریکی استفاده می‌کنند و به گفته این شرکت، قادر به تولید ازون با کارایی بالا برای حذف آلاینده‌ها و بهبود کیفیت آب هستند. این ژنراتورها به گونه‌ای طراحی شده‌اند که هم در مقیاس‌های کوچک و هم در تأسیسات بزرگ قابل استفاده باشند.

### ایمنی و مقررات
استفاده از ژنراتورهای ازون نیازمند رعایت استانداردهای ایمنی است. سازمان‌هایی مانند سازمان حفاظت محیط زیست آمریکا (EPA) هشدار داده‌اند که ازون در غلظت‌های بالا می‌تواند برای سلامتی مضر باشد و باید در محیط‌های کنترل‌شده استفاده شود. به همین دلیل، کاربران باید دستورالعمل‌های ایمنی را به دقت دنبال کنند.

### نتیجه‌گیری
ژنراتورهای ازون ابزاری قدرتمند و چندمنظوره برای تصفیه و ضدعفونی هستند که به دلیل کارایی بالا و سازگاری با محیط زیست، روزبه‌روز محبوب‌تر می‌شوند. با این حال، استفاده صحیح و آگاهانه از این دستگاه‌ها برای جلوگیری از خطرات احتمالی ضروری است. محصولاتی مانند ژنراتورهای ازون دموکریس نشان‌دهنده پیشرفت‌هایی در این فناوری هستند که می‌توانند نیازهای مدرن را به خوبی برآورده کنند.